# Magistralinis kelias A20
La Magistralinis kelias A20 o tangenziale di Ukmergė è una strada maestra della Lituania. Collega vari quartieri della città di Ukmergė. La lunghezza della strada è di 7,7 km.

## Descrizione

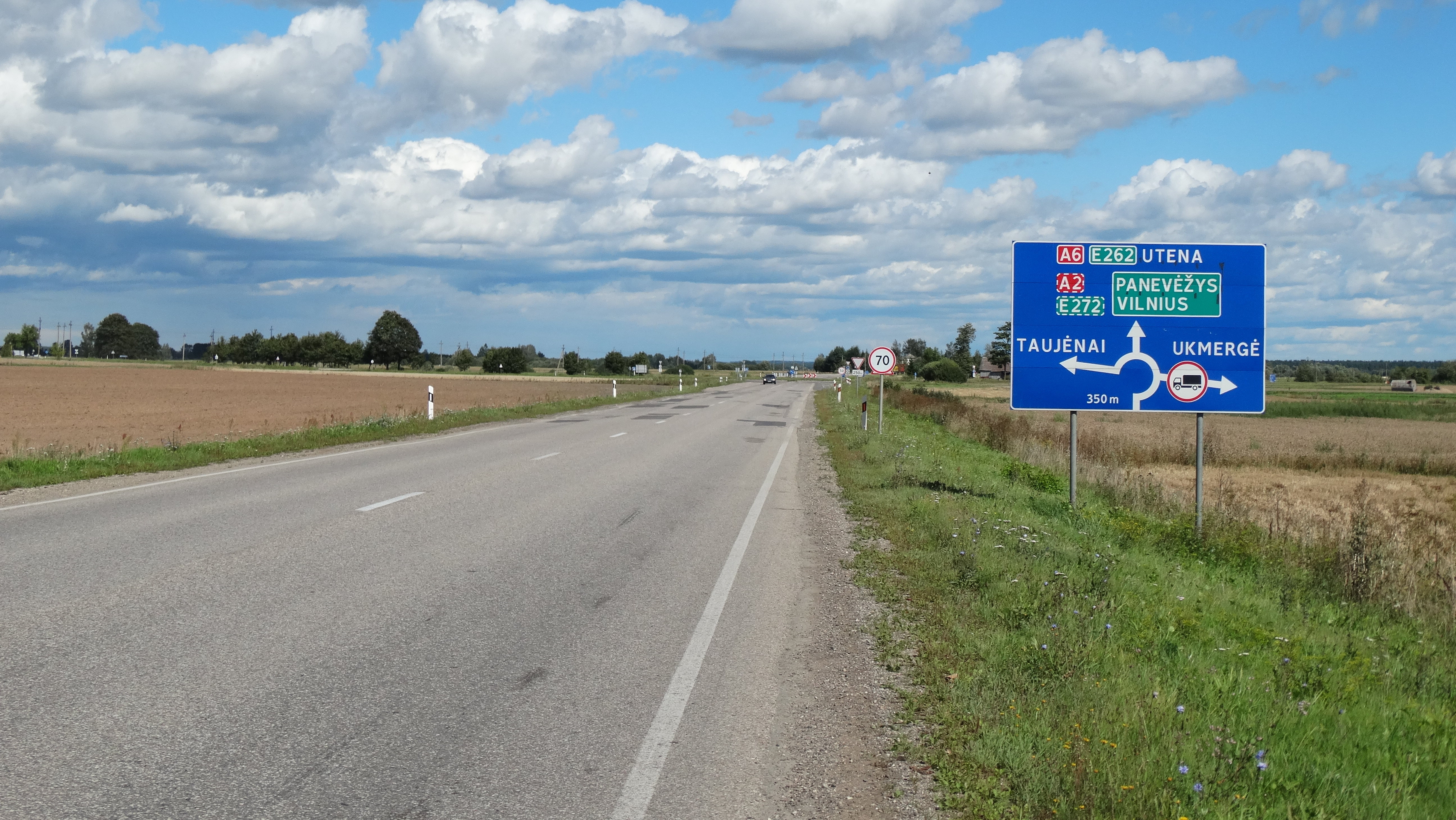
Cartello stradale sulla A20 che mostra le direzioni raggiungibili: il centro cittadino, Taujėnai, il collegamento con la A2 e con la A6

La circonvallazione collega, come detto, diversi distretti della città, oltre a presentare due uscite che conducono alla A6 a nord-est e sud-ovest di Ukmergė.
Il tratto fa parte della strada europea E262.